# Ilski
Ilski (del ruso: И́льский) es un asentamiento de tipo urbano del raión de Séverskaya del krai de Krasnodar, en Rusia. Está situado a orillas del río Il, afluente del Sujói Aushedz, uno de los distributarios del Kubán, 8 km al oeste de Séverskaya y 42 km al suroeste de Krasnodar, la capital del krai. Tenía 23 781 habitantes en 2010.
Es cabeza del municipio Ílskoye, al que pertenece asimismo Derbéntskaya.

## Historia
El asentamiento de Ilski es anterior al resto del raión de Séverskaya. El 16 de junio de 1863, por orden del Comandante del Ejército del Cáucaso, un escuadrón del Regimiento de Dragones Séverski comenzó la construcción de la stanista Ílskaya (por el nombre del río, que en adigué significa "brillante"). El 27 de junio llegó el primer grupo de inmigrantes por lo que es considerada la fecha de fundación del asentamiento.
Ese mismo año se hallaron yacimientos de petróleo en los alrededores y en 1866 se inició la perforación del primer pozo de petróleo del territorio de la Rusia moderna. En 1888 llegó el ferrocarril, que contribuyó al desarrollo de la localidad. Recibió la inmigración de griegos pónticos que emigraron por las persecuciones en el Imperio otomano a finales del siglo XIX y principios del XX. Hasta 1920 pertenecía al otdel de Ekaterinodar del óblast de Kubán.
A principios de otoño de 1942 Ilskaya fue ocupada por la Wehrmacht de la Alemania Nazi y fue liberada por el Ejército Rojo de la Unión Soviética en la mañana del 20 de febrero de 1943 tras el combate durante el día y la noche anteriores. El 14 de agosto de 1947, por decreto de la Presidencia del Soviet Supremo de la RSFSR, recibió el estatus de asentamiento de tipo urbano y el nombre Ilski. Ese año se amplió el complejo petrolero.

## Demografía
| 1979   | 1989   | 2002   | 2010   |
| ------ | ------ | ------ | ------ |
| 19 077 | 22 323 | 23 097 | 23 178 |

### Composición étnica
De los 23 097 habitantes que tenía en 2002, el 92.9 % era de etnia rusa, el 2.7 % era de etnia ucraniana, el 1.2 % era de etnia armenia, el 0.4 % era de etnia bielorrusa, el 0.4 % era de etnia alemana, el 0.4 % era de etnia gitana, el 0.3 % era de etnia tártara, el 0.3 % era de etnia griega, el 0.1 % era de etnia adigué, el 0.1 % era de etnia georgiana, el 0.1 % era de etnia azerí y el 0.1 % era de etnia turca

## Cultura y lugares de interés
La iglesia de la localidad data de 1873. Al sur de la población se halla un yacimiento de la Edad de Piedra de importancia Ílskaya-2, descubiertos por el arqueólogo francés Joseph de Baye en 1898.

## Economía y transporte
Las principales empresas de la localidad son OAO "Ilski zavod Utiazhelitel - NPO Bureniye" (ОАО "Ильский завод Утяжелитель — «НПО Бурение»), fábrica de maquinaria e instrumentos de arcilla y baritina para la industria de la extracción de petróleo y gas fundada en 1952, y OOO "Ilski neftererabatyvakshchi zavid" (ООО «Ильский нефтеперерабатывающий завод»), subdivisión de la OAO Compañía del Kuban de gas y petróleo (ОАО «Кубанская нефтегазовая компания») que produce productos derivados del petróleo. Otros sectores económicos de importancia son el maderero, el agroalimentario y el de los materiales de construcción.
La localidad cuenta con una estación de ferrocarril (Ilskaya) en la línea Tijoretsk-Krasnodar-Krymsk-Novorosíisk de 1888 de la red del ferrocarril del Cáucaso Norte. Por la población pasa la carretera A146 Krasnodar - Krymsk - Novorosíisk.